# 聖墨丘利
墨丘利（希臘語：Ἅγιος Μερκούριος；224/225年—250年）是一名斯基泰裔的羅馬士兵，後來成為基督教聖人和殉道者。  
他出生於小亞細亞東部（今土耳其）卡帕多西亞的埃斯肯托斯市。 根據基督教傳統，他被認為是在波斯戰役中殺死背教者尤利安的士兵。  聖墨丘利也因其阿拉伯語名字 Abu-Sayfain、Abu-Sifin 或 Abu-Sefein（阿拉伯語：  أبو سيفين，羅馬化：Abû-Sefaīn）在埃及阿拉伯語中廣為人知。該名稱意為「雙劍之父」，指大天使米迦勒給他的第二把劍。
聖墨丘利於公元225年左右生於卡帕多西亞（小亞細亞東部）的一個斯基泰裔家庭。  他的父母都皈依了基督教。他們稱呼他「Philopateer」或「Philopatyr」（希臘文名字，意為「愛父之人」）。他們以基督教的方式扶養他。成年後（17歲），他加入了德西烏斯皇帝統治時期的羅馬軍隊。他在多次戰役中以劍士及謀士的身分在他的上級中獲得得了極高的讚譽。 據說皇帝在此期間與他變得相當親近。

## 傳統上的生平

### 家庭

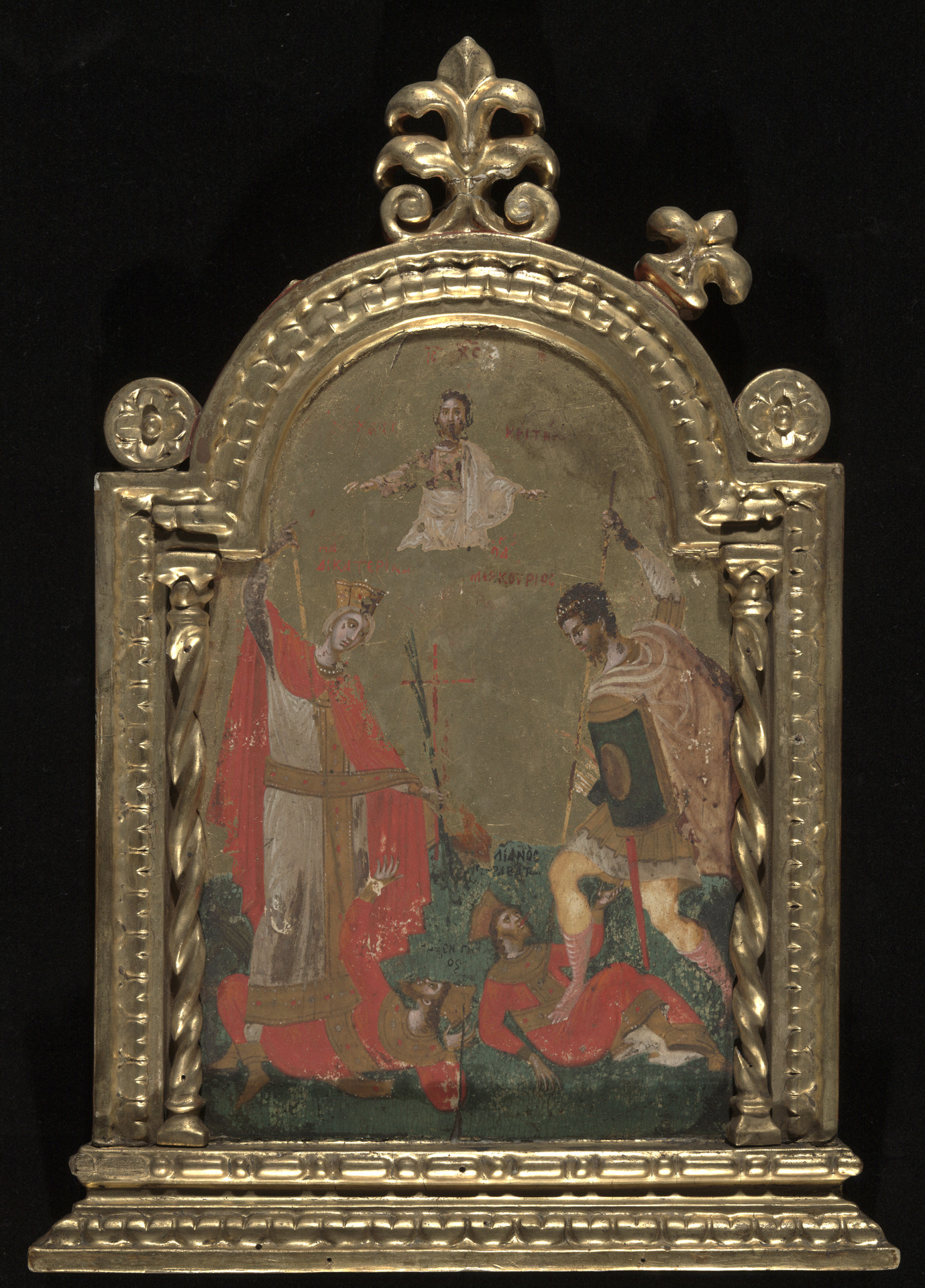
基督顯現於弒君的聖徒墨丘利和亞歷山大的凱瑟琳面前的壁畫，美國康乃狄克州耶鲁大学美术馆

一些記載表明菲洛帕特出生於卡帕多西亞的埃斯肯托斯。然而其他則以羅馬為他的出身地。  墨丘利是羅馬軍官亞雷斯的兒子。有天亞雷斯與父親在森林裡打獵，遭到動物襲擊。
那隻動物跳到亞雷斯父親身上，導致亞雷斯昏了過去。失去意識的亞雷斯看到了幻象。幻象中出現了一道耀眼的光芒和一個聲音說道：
亞雷斯，我是愛你的上帝。 我知道你心地善良，並且厭惡異教偶像。 我想告訴你，你的兒子菲洛帕特將如結出良好果實的樹一般。因他的緣故，我會祝福你和你的妻子。

菲洛帕特會成為我的見證者，並以我的名義駁斥一切偏見。 
不久之後，亞雷斯與他的妻子及兒子接受了洗禮。 三人都被賦予了新名字。 亞雷斯成了諾亞（Noah），他的妻子成了薩菲娜（Saphina），而墨丘利變成了菲洛帕特（Philopater）。他們受洗的消息迅速傳遍整座城市，領主下令將他們逮捕並扔給野獸。然而，動物並未傷害他們，領主遂決定釋放諾亞和他的家人。 當野蠻人發起攻勢，諾亞前去對抗他們。他被俘虜到那些人的領地，並被關押了十七個月。
當戰爭結束，他回到自己的城市與家人團聚，不久便過世了。

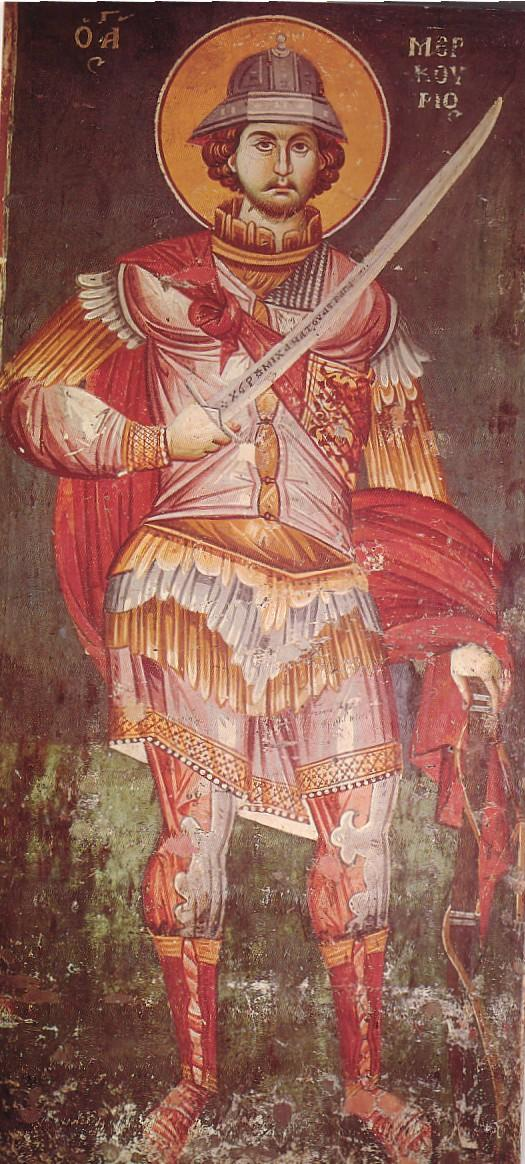
一幅描繪聖墨丘利的拜占庭希臘壁畫，創作於 1295 年，來自北馬其頓奥赫里德

### 聖墨丘利的軍事生涯
墨丘利的父親諾亞去世後，異教羅馬皇帝德西烏斯（249-251 年在位）選了他來代替他父親。 墨丘利被描述為非常強壯且英勇，赢得了戰友的尊重，成了有名的劍客。  當野蠻人進攻羅馬，德西烏斯前去對抗，但當他看到野蠻人的數量之多，他感到害怕。 此時，墨丘利來到他面前，說道：「不要怕，因為神會殺死我們的敵人並為我們帶來勝利。」 
經過數天的戰鬥，大天使米迦勒手持一把閃亮的劍顯現在墨丘利面前。 聖人從大天使手中接過那把劍，因此得名 Abu Sayfain ——「雙劍之父」：一把軍劍和一把神劍。  他征服了野蠻人。 當德西烏斯聽到凱旋的消息時，他將墨丘利封為大公。

### 聖墨丘利殉道

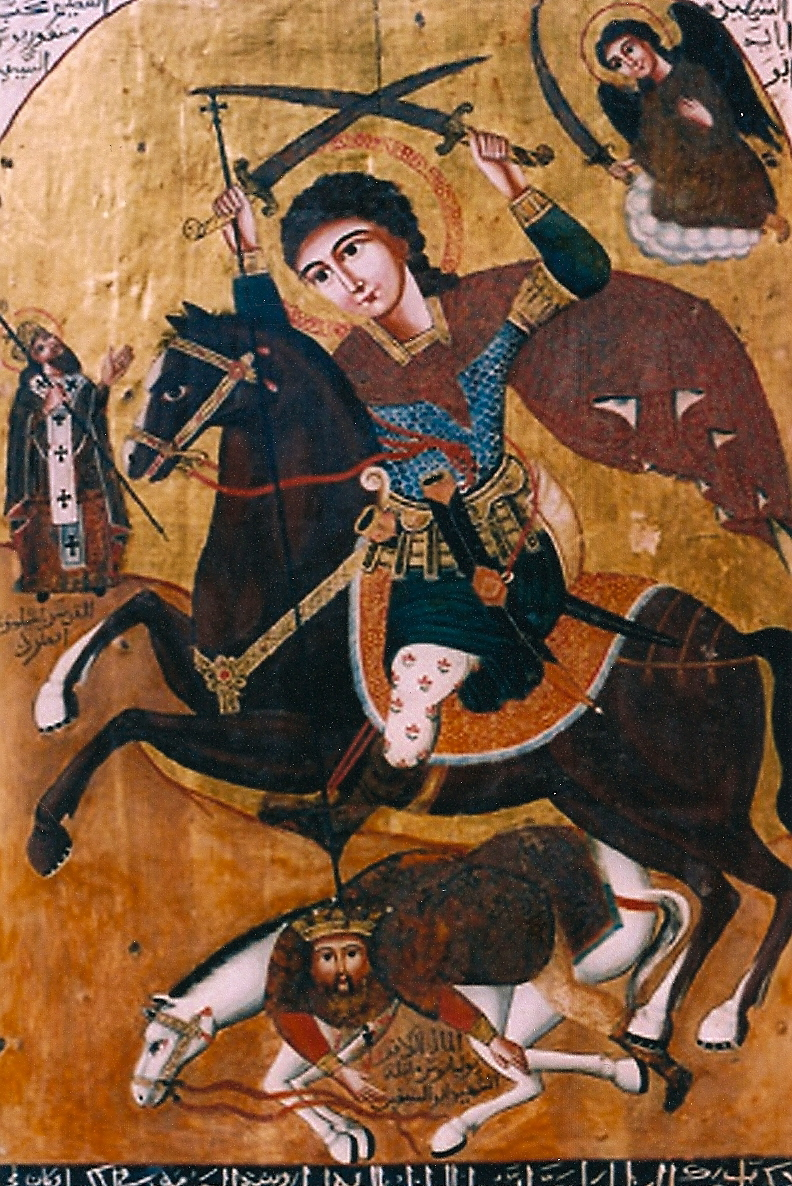
開羅懸空教堂中 Yuhanna al-Armani 創作的科普特聖墨丘利像。

然而，公元 249 年，德西烏斯開始迫害基督徒，強制所有人向其異教諸神獻上祭品。大天使米迦勒向他顯現並告訴他要記得上帝且不要害怕迫害。 聖人受到鼓舞，整夜熱切祈禱，向上帝懺悔自己的軟弱。
皇帝派使者來召墨丘利進宮，說道：「親愛的墨丘利，讓我們為協助我們取勝的諸神獻上香料吧。」當他們離開時，墨丘利穿過人群溜走了。 然而，一名衛兵報告了他的缺席，皇帝叫来墨丘利並問他：「你真的拒絕敬拜在戰爭期間幫助過我們的神像嗎？」 墨丘利宣稱自己是基督徒，他說：「除了我的主和我的上帝耶穌基督，我誰也不敬拜。」 
皇帝試圖勸說他放棄信仰，但沒有成功。 隨後他下令褫奪墨丘利的軍階並對他施以酷刑。  由於擔心人民喜愛墨丘利而造反，皇帝以鐵鐐銬束縛他並將他送往凱撒利亞。
公元 250 年 12 月 4 日，墨丘利被斬首，  得年25歲。